# Tuckerman
Tuckerman é uma cidade localizada no estado americano de Arkansas, no Condado de Jackson.

## Demografia
Segundo o censo americano de 2000, a sua população era de 1757 habitantes.
Em 2006, foi estimada uma população de 1696, um decréscimo de 61 (-3.5%).

## Geografia
De acordo com o United States Census Bureau tem uma área de
5,5 km², dos quais 5,5 km² cobertos por terra e 0,0 km² cobertos por água. Tuckerman localiza-se a aproximadamente 74 m acima do nível do mar.

## Localidades na vizinhança
O diagrama seguinte representa as localidades num raio de 16 km ao redor de Tuckerman.